# Josef Heid

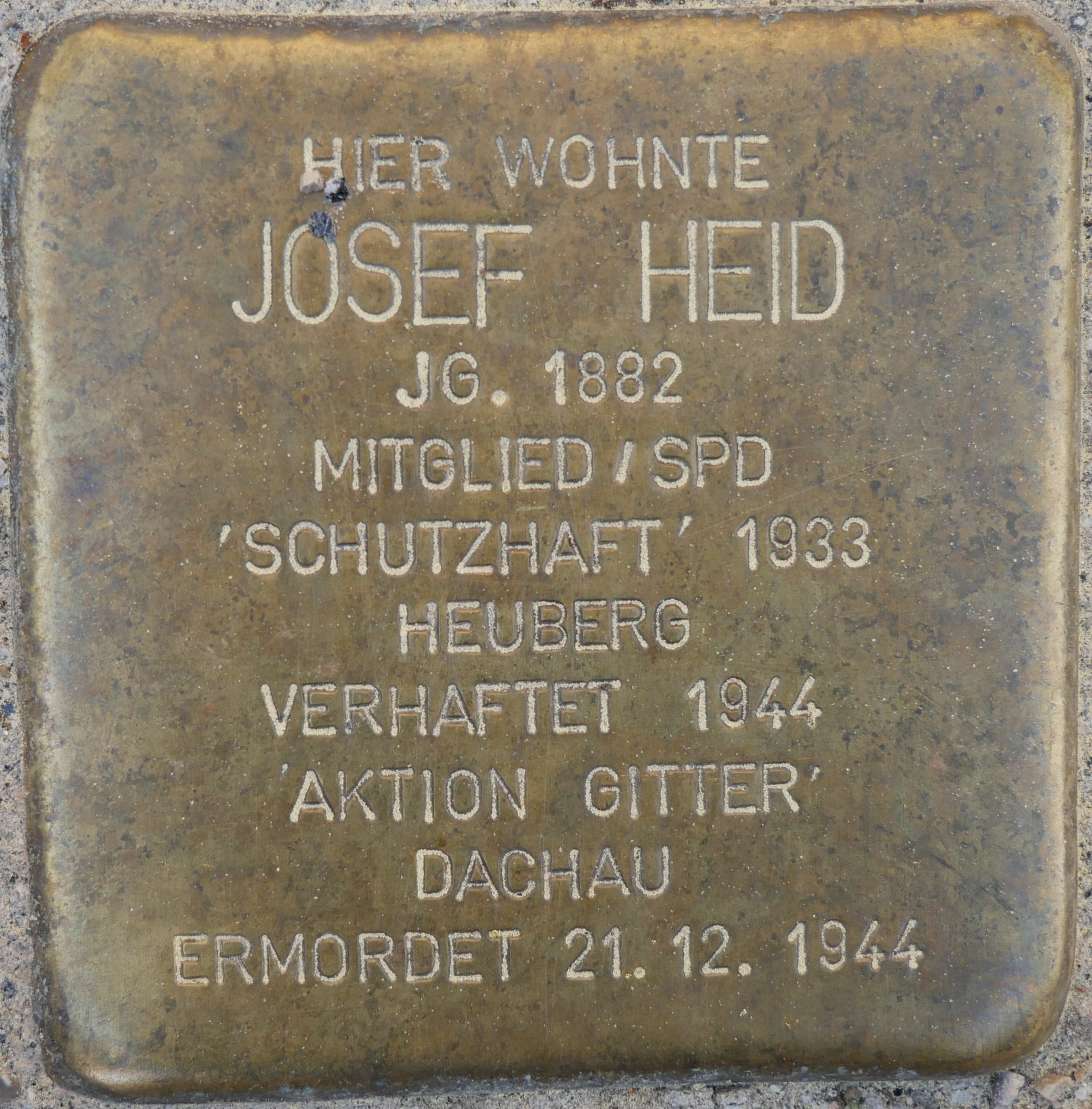
Stolperstein für Josef Heid

Josef Heid (* 17. November 1882 in Stühlingen; † 21. Dezember 1944 im KZ Dachau) war ein deutscher Politiker und Mitglied des Badischen Landtages.

## Leben
Josef Heid war der Sohn des Zollbeamten Wendelin Heid und dessen Ehefrau Luise, geborene Schneider. Der Vater starb durch einen Unfall, als Josef Heid noch ein Kind war. 1915 heiratete Josef Heid Sofie Sorn, das Paar hatte einen Sohn. Ab 1922 arbeitete Heid als Revisionsinspektor im Bezirksamt Villingen. Seit 1922 war er Gemeinde- bzw. Stadtverordneter in Villingen, später wurde er in den Kreisrat gewählt. Von 1929 bis 1933 war er schließlich als Vertreter der Sozialdemokratischen Partei Deutschlands Mitglied des Badischen Landtages. Er war zuständig für den Wahlkreis Villingen. 1926 starb Heids erste Frau, mit seiner zweiten Frau hatte er zwei Söhne.
Im Jahre 1933 befand sich Heid für mehrere Monate in „Schutzhaft“, unter anderem im KZ Heuberg. Danach verlagerte er seinen Wohnort nach Bruchsal. In der Aktion Gewitter am 22. August 1944 wurde er festgenommen und kam erneut in "Schutzhaft". Seit dem 28. August 1944 war Heid Häftling im KZ Dachau, wo er noch im selben Jahr starb.
Für Josef Heid wurden Stolpersteine in Karlsruhe, Bruchsal und in Villingen-Schwenningen verlegt.

## Ehrungen
- In Unteröwisheim und Bruchsal wurden jeweils Straßen nach Josef Heid benannt.